# Erebuni
Erebuni, Irpuni, Irepuni (urart. URUer-bu-ú-ni, orm. Էրեբունի) – starożytne miasto-twierdza w Urartu. Ruiny Erebuni znajdują się na wzgórzu Arin Berd w obrębie współczesnego Erywania w Armenii. Miasto zostało założone przez króla urartyjskiego Argisztiego I w 782 roku p.n.e. Miało chronić północną granicę państwa w Dolinie Ararat. Zostało opuszczone przez Urartyjczyków w VI wieku p.n.e. w obliczu zagrożenia ze strony Persów. Po prawie dwuwiekowym panowaniu perskim w dolinie miasto-twierdza zostało opuszczone i zapomniane. Odkryto je na nowo dopiero pod koniec XIX wieku. W związku z tym, że na miejscu Erebuni znajduje się obecnie stolica Armenii, starożytne miasto często jest utożsamiane z Erywaniem.

## Historia badań nad Erebuni
Po raz pierwszy wzgórze Arin Berd zainteresowało naukowców w 1894 roku, gdy rosyjski antropolog, A.A. Iwanowski, nabył od mieszkańca osady Czołmakczi, Papaka Tier-Awietistowa, kamień z pismem urartyjskim. Tier-Awietistow twierdził, że znalazł tabliczkę w 1879 roku na Arin Berd. Tłumaczenie napisu na kamieniu i rysunek zostały niedługo po tym opublikowane przez M.W. Nikolskiego. Inskrypcja informowała o budowie przez króla urartyjskiego, Argisztiego I, spichlerza o pojemności 10100 kop.
Pół wieku później, w 1947 roku, B.B. Piotrowski, który kierował pracami archeologicznymi na pobliskim wzgórzu Karmir Blur, przeprowadził wstępne badania na Arin Berd. W 1950 roku ekspedycja Piotrowskiego zaczęła regularne wykopaliska na wzgórzu obok Erywania. 25 października 1950 roku podczas wykopalisk na Arin Berd ormiański archeolog, K.Ł. Oganiesian, odkrył dwa bazaltowe kamienie zapisane pismem klinowym. Jeden z kamieni informował o budowie spichlerza przez króla Sarduriego II, drugi zaś zawierał wzmiankę o wzniesieniu twierdzy Erebuni przez króla Argisztiego I. To znalezisko pozwoliło ustalić, że na wzgórzu Arin Berd znajdowało się w starożytności miasto Erebuni. Od 1952 roku na miejscu pracowały dwie ekspedycje archeologiczne, wysłane przez Instytut Archeologii i Etnografii Armeńskiej SRR i Państwowe Muzeum Sztuki im. Puszkina. Kierował wykopaliskami Piotrowski. Ponieważ regularnie znajdowano przedmioty z napisem „Erebuni” na miejscu prac wykopaliskowych w pobliskim Tejszebaini, pozostawały wątpliwości, czy na pewno ruiny miasta Erebuni znajdują się na Arin Berd. Istniało prawdopodobieństwo, że tabliczka z nazwą miasta, odkryta w 1950 roku przez Oganiesiana, trafiła na wzgórze przypadkowo. W 1958 roku hipoteza znalazła swoje potwierdzenie. Podczas prac odkryto wmurowany w ścianę kamień z zachowanym napisem Argisztiego I.
Nazwa miasta, występująca na odkrytych inskrypcjach, budziła wątpliwości wśród naukowców. Odczytywano ją jako
„Erbuni”/„Sabuni”,
„Erewuni”,
„Irapuni”/„Irepuni”,
„Irbuni”,
„Irpuni”,
Dopiero odnaleziony w Tejszebaini napis na tarczy Argisztiego I pozwolił jednoznacznie rozstrzygnąć problem z transkrypcją. W historiografii istnieje pogląd o przejęciu dziedzictwa urartyjskiego przez Ormian, na poparcie którego przytacza się analizę lingwistyczną nazw geograficznych, m.in. Erebunu–Erywań, Tuszpa–Tusp, jednak jak dotąd nie odkryto zabytków piśmiennictwa oraz znaczących przedmiotów kultury materialnej z okresu między upadkiem państwa Achemenidów w IV wieku p.n.e. a pojawieniem się pierwszych śladów kultury ormiańskiej w III wieku. Wśród naukowców ormiańskich niemniej panuje przekonanie o związkach między Erebuni a Erywaniem, natomiast naukowcy spoza Armenii podchodzą do tej teorii ostrożniej, mimo to nie odrzucają jej. Zdaniem Piotrowskiego: „Możliwe, że nawet w nazwie stolicy Armeńskiej SRR miasta Erywania nadal żyje nazwa urartyjska miasta Erebuni... Należy zaznaczyć, że zestawienia starożytnego nazewnictwa urartyjskiego ze średniowiecznym i współczesnym, przeprowadzone bez dostatecznego uzasadnienia, mogą wprowadzić badaczy w błąd”.
Znaleziska archeologiczne na Arin Berd przyczyniły się do wzbogacenia wiedzy o Urartu. Na wzgórzu odkryto 23 tabliczki gliniane z okresu panowania Argisztiego I, Sarduriego II i Rusy III. Przedmiotów kultury materialnej znaleziono niewiele. Przyczyną ku temu było opuszczenie przez Urartyjczyków w połowie IV wieku p.n.e. obleganego Erebuni i wywiezienie cennych przedmiotów do sąsiedniej twierdzy Tejszebaini. Ponadto większa część miasta zlokalizowana była na wschodnim skłonie wzgórza Arin Berd, gdzie obecnie znajdują się dzielnice Erywania Nor-Aresz i Wardaszen. Ta część starożytnego Erebuni została zniszczona na skutek intensywnych prac budowlanych w XX wieku. Zapoczątkowana po drugiej wojnie światowej intensywna rozbudowa Erywania w kierunku ówczesnych osad Nor-Aresz i Wardaszen przyczyniła się do uszkodzenia pozostałości po Erebuni. Podczas wnoszenia fundamentów pod nowe budynki niejednokrotnie znajdywano kamienne posadzki i ceramikę. Do momentu ogłoszenia w 1952 roku terenów wokół Arin Berd rezerwatem zachowała się tylko wschodnia część starożytnego miasta, gdzie od 1968 roku prowadzone są systematyczne wykopaliska archeologiczne. W 1968 roku z okazji obchodów rocznicy 2750 lat powstania Erywania na wzgórzu Arin Berd otwarto muzeum.

## Historia Erebuni
Znany jest rok założenia Erebuni. Informacji dostarczyła inskrypcja z rocznikami króla Argisztiego I znaleziona podczas wykopalisk na wzgórzu Arin Berd. Miasto powstało w 782 roku p.n.e. W tym okresie Urartu znajdowało się u szczytu swojej potęgi i było najsilniejszym państwem na terytorium Azji Przedniej. Argiszti I był zainteresowany poszerzeniem granic Urartu i zabezpieczeniem państwa od północy na wysokości Doliny Ararat. W dolinie Urartyjczycy mieli dobre warunki do rozwoju rolnictwa i rozbudowania systemu irygacyjnego. Miejscowa ludność krainy Aza, nazywanej tak w rocznikach urartyjskich Argisztiego I, stawiała początkowo opór Urartyjczykom, którzy w VIII wieku p.n.e. prowadzili politykę ekspansywną na północy. Dlatego w Dolinie Ararat została wzniesiona twierdza obronna Erebuni.
Erebuni zostało zasiedlone przez plemiona z krainy Hatti, o czym wspominają roczniki Argisztiego I. W obrębie twierdzy została wzniesiona tak zwana Świątynia Susi (Susi to urartyjski determinatyw oznaczający świątynię; w początkowym okresie prac archeologicznych nad Erebuni ten termin nie był znany badaczom; termin przetrwał w urartologii). Napis na przybytku zawierał imię bóstwa Iwarszy, które poza Erebuni nie występowało w żadnym mieście urartyjskim. Część naukowców utożsamia Iwarszę z hetycko-luwijskim bogiem Immarszią, wzmiankowanym w hetyckich tabliczkach glinianych z Hattusy. Świątynia została wzniesiona dla przesiedleńców z krainy Hatti i Tsupani. Brak jednak szczegółowych danych dla potwierdzenia tej tezy. Powstała także alternatywna teoria o składzie etnicznym Erebuni. Świątynia miała zostać wzniesiona dla rdzennych mieszkańców krainy Aza. Mimo że kwestia pochodzenia Iwarszy pozostaje niewyjaśniona, pewne jest, że Erebuni pod względem narodowościowym było zróżnicowane. Prawdopodobnie od samego początku w Erebuni istniała główna świątynia miejska, poświęcona naczelnemu bóstwu urartyjskiemu, Chaldiemu.  W okresie Achemenidów obie świątynie zostały przebudowane na przybytki perskie. Świątynia Susi została zmieniona w Świątynię Ognia, zaś przybytek Chaldiego w perską apadanę.
Przez sześć lat od momentu powstania twierdzy Erebuni, miasto było jedyną osadą urartyjską w Dolinie Ararat. W 776 roku p.n.e. Argiszti I założył Argisztihinili, którego ruiny zlokalizowano obok obecnego Armawiru. Argisztihinili było miastem o charakterze rolniczym, Erebuni natomiast miało za zadanie prezentować potęgę Urartu w regionie.
W 735 roku p.n.e. Sarduri II poniósł klęskę w wojnie z Asyrią, będącą pod panowaniem Tiglat-Pilesera III. Było to przełomowe wydarzenie w historii Urartu. Państwo weszło w schyłkowy okres swojego istnienia i traciło pozycję polityczną i militarną. Mimo iż wojska asyryjskie nigdy nie dotarły do Zakaukazia, gdzie było położone Erebuni, miasto także przeżywało kryzys. Za panowania następcy Sarduriego II, Rusy I, od północnego wschodu Urartu było nękane najazdami Kimerów, co spowodowało stopniowe zanikanie działalności gospodarczej w Dolinie Ararat. Władcy Urartu byli zmuszeni do przeprowadzenia szeregu reform administracyjnych, które pohamowały rozwój Erebuni i sąsiedniego Argisztihinili. Po upadku w 609 roku p.n.e. Asyrii, odwiecznego rywala Urartu, w okresie panowania Rusy III, syna Erimeny, centrum polityczne państwa, mieszczące się dotychczas w rejonie jeziora Wan, przesunęło się na północ na tereny Zakaukazia. Spowodowało to krótkotrwały renesans Erebuni. Jak wynika z zachowanych napisów czasów Rusy III, w mieście powstało kilka nowych spichlerzy.
W początkach VI wieku p.n.e. armia urartyjska z nieznanych przyczyn bez walki opuściła Erebuni. Najprawdopodobniej związane to było z powstaniem nowej stolicy – Tejszebaini, dokąd przeniesiono garnizon i administrację królewską razem z pracownikami kultu religijnego. W Erebuni nie znaleziono żadnych śladów pożarów i plądrowania miasta przez najeźdźców. Natomiast przy wykopaliskach w Tejszebaini odkryto wielką liczbę przedmiotów, zapewne wywiezionych z Erebuni. Opuszczona twierdza nie spełniała już swojego przeznaczenia. Ponieważ nie została zburzona na skutek najazdów, jak Tejszebaini, pozwoliło to na jej użytkowanie przez spadkobierców Urartu – państwo Achemenidów.
W okresie V–IV p.n.e. część Erebuni została przebudowana. W obrębie miasta wzniesiono świątynię według kanonów perskich. W twierdzy zostały odkryte wyroby ze srebra z okresu pourartyjskiego. W 1956 roku znaleziono dwie mileckie monety wybite w V wieku p.n.e. W górnej warstwie odkryto żelazne wędzidła, pochodzące prawdopodobnie z okresu, gdy Dolinę Ararat opanowały plemiona irańskie. Znaleziska świadczą o tym, że po upadku Urartu Erebuni dalej funkcjonowało w okresie Achemenidów. Terytorium, na którym położone było miasto, z czasem zostało nazwane Armenią; pod tą nazwą występowało w greckich i perskich źródłach pisanych. Obszar, który obejmowało, był podzielony między trzynastą a osiemnastą satrapią państwa Achemenidów. Przypuszczalnie przynajmniej w ciągu stulecia po upadku Urartu Erebuni zabezpieczało granice północne imperium. Po IV wieku p.n.e. miasto chyliło się ku upadkowi.

## Układ miasta

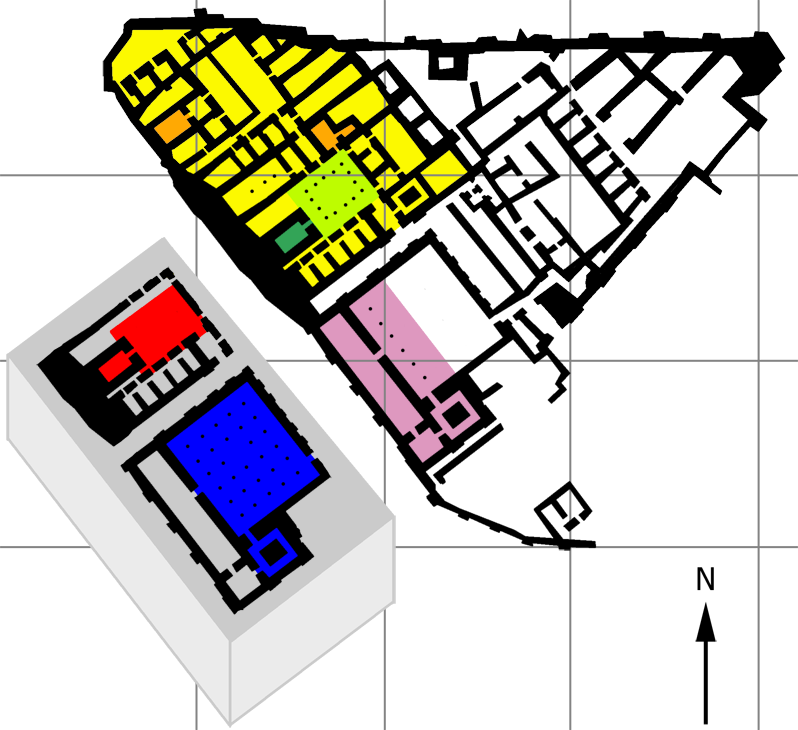
Skala: długość boków kwadratów siatki, zaznaczonej szarymi liniami, odpowiada 50 m
Zabudowania okresu urartyjskiego
pałac
perystyl
Świątynia Susi
Pomieszczenia Dzbanów
świątynia Chaldiego Zabudowania okresu Achemenidów
Apadana
Świątynia Ognia

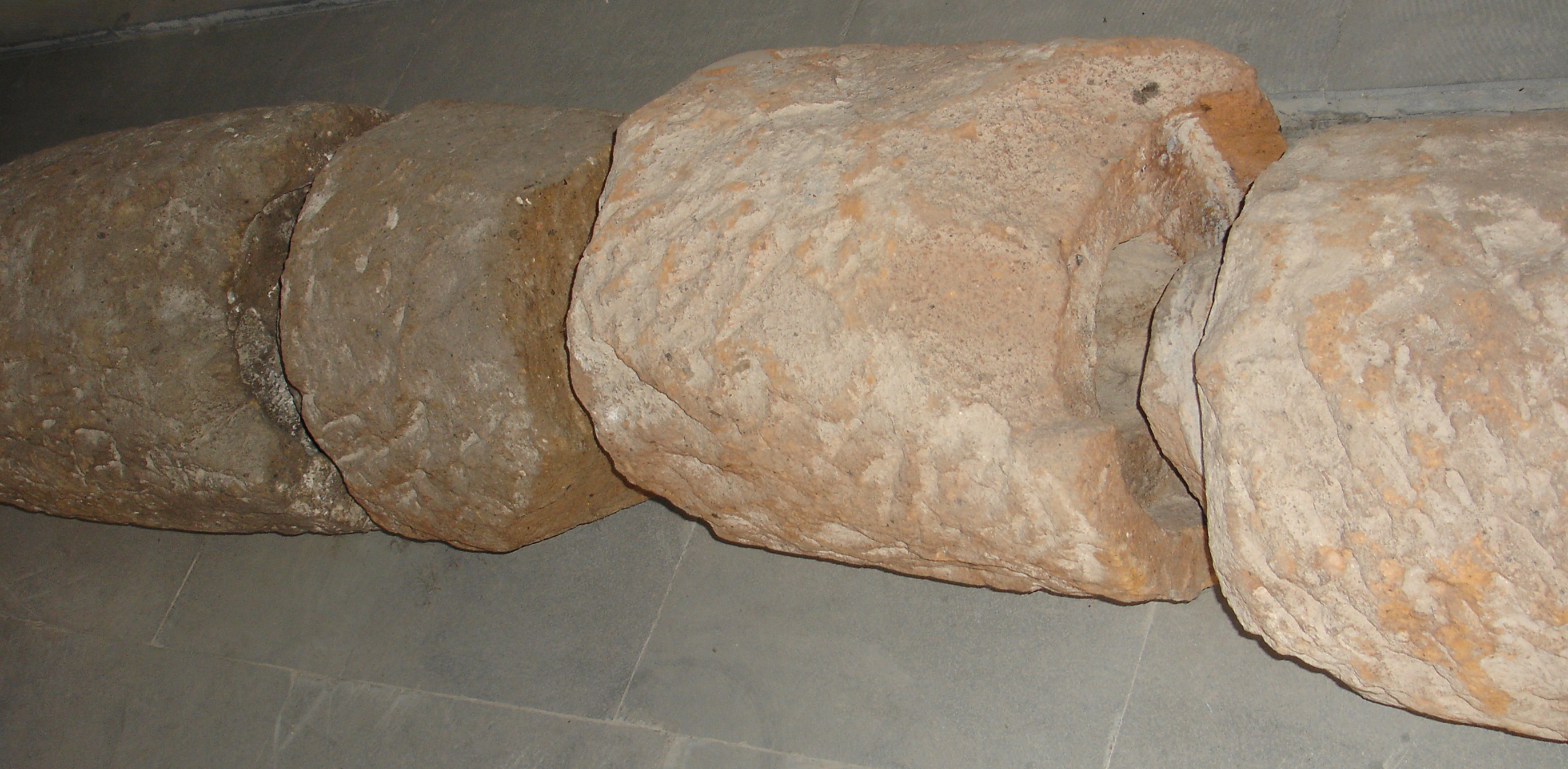
Fragment kamiennej konstrukcji instalacji wodociągowej

pałac
     perystyl
     Świątynia Susi
     Pomieszczenia Dzbanów
     świątynia Chaldiego
     Apadana
     Świątynia Ognia

### Obszar miasta
Miasto Erebuni składało się z cytadeli, położonej na wzgórzu Arin Berd, oraz miejskich dzielnic, zlokalizowanych u stóp wzniesienia. Obszar miasta wynosił około 200 ha. Prawdopodobnie kilka sąsiednich wzgórz również znajdowało się w obrębie miasta, odkryto na nich pozostałości ceramiki urartyjskiej. Terytorium, na którym mieściło się Erebuni, zostało włączone w połowie XX wieku w granice Erywania. Od tamtej pory w rejonie Arin Berd trwały prace budowlane, które powodowały liczne utrudnienia podczas wykopalisk archeologicznych. W odróżnieniu od innych zakaukaskich miast urartyjskich, jak Tejszebaini i Argisztihinili, twierdza Erebuni była przeznaczona do celów militarnych i nie uległa integracji z zabudowaniami miejskimi. Przypuszcza się, że wybór miejsca położenia Erebuni miał charakter wyłącznie strategiczny: wzgórze Arin Berd dawało możliwość kontrolowania zarówno Doliny Ararat, jak i większości szlaków w regionie.

### Cytadela
Cytadela Erebuni miała kształt trójkąta. Zlokalizowana była na wzniesieniu Arin Berd o wysokości około 65 m. W trakcie budowy twierdzy szczyt wzniesienia został wyrównany. Ogólny obszar cytadeli wynosił około 2 ha. Fundament składał się z ociosanych bloków bazaltowych, ułożonych na wyrównanej powierzchni. Na fundamencie w 1958 roku została odkryta inskrypcja Argisztiego I o założeniu Erebuni. Jedyny wjazd do twierdzy znajdował się w jej południowo-wschodniej części. Nie było możliwości dostania się do cytadeli od innej strony wzgórza Arin Berd z powodu jego stromych stoków.
Po lewej, południowo-zachodniej stronie od bramy wjazdowej, zlokalizowana była część pałacowa z widokiem na górę Ararat. Pałac był odwiedzany przez królów urartyjskich podczas ich wypraw na północ. W jego obrębie znajdowała się Świątynia Susi, perystyl oraz pomieszczenia gospodarcze, w tym magazyny, zapełnione wkopanymi w ziemię karasami (dzbanami) do przechowywania wina.
Z prawej strony od bramy wejściowej znajdował się plac wewnętrzny o rozmiarach 14×17 m oraz świątynia Chaldiego, posiadająca perystazę i wielopoziomowe pomieszczenia zbudowane na kształt wieży, przypominającej swoją formą ziggurat. W pozostałych częściach cytadeli zlokalizowano spichlerze, pomieszczenia gospodarcze, mieszkania załogi garnizonu, pomieszczenia do składowania wina, z których największe wynosiło 13×38 m i było w stanie pomieścić sto dzbanów. Szacuje się, że w Erebuni mogło być przechowywanych od 750 do 1750 litrów wina.
W okresie Achemenidów cytadela została znacznie przebudowana. Centralny plac został zmieniony, perystyl przed Świątynią Susi przebudowany. Dzięki usunięciu portyków zyskano większą przestrzeń, którą ograniczono postawieniem dodatkowych otworów przejściowych. W taki sposób uzyskano nowy kompleks zabudowań kultowych – wielką świątynię ognia na podobieństwo do świątyni w Suzie.
Cydadela była otoczona murami z kamieni i suszonej cegły na kamiennym cokole z starannie wyciosanych bloków kamiennych. Ze względu na nierówności powierzchni w niektórych miejscach wysokość murów sięgała prawdopodobnie 12 m. Dobrze zachował się odcinek muru od strony południowo-wschodniej. Jego długość wynosi ponad 60 m. Biegnie po linii prostej i przymyka do głównej bramy. Wraz z przyporami o szerokości 5 m rozmieszczonymi co 8 m tworzy z nią spójną płaszczyznę fasadową. Średnia zachowana wysokość tego odcinka wynosi 2,5 m. W części południowo-zachodniej zachował się mur o długości 50 m, który do wysokości 2–3 m składał się z kamieni bazaltowych i tufu, a wyżej prawdopodobnie z cegły suszonej. Przypory tej części muru były wypukłe i odstawały od płaszczyzny na 1,05–1,10 m. W celu połączenia kamieni i cegieł wykorzystywano zaprawę z gliny. Z wewnętrznej strony fundament murów na całej długości został dodatkowo wzmocniony przy pomocy systemu drenażowego, który jednocześnie pozwalał strażnikom na patrolowanie twierdzy wzdłuż murów.
Fundamenty ścian nie były rozszerzane ku dołowi, w odróżnieniu od późniejszych budowli urartyjskich, jak, na przykład, w Tejszebaini. Cegłę, tak jak w innych budowlach urartyjskich i mezopotamskich, produkowano z gliny z dodadkiem drobno pociętej słomy. Dla wzmocnienia konstrukcji kładziono na zmianę cegłę prostokątną o wymiarach 32,3×47,4×12,5 cm i kwadratową o wymiarach 47,4×47,4×12,5 cm. Do zaprawy wykorzystywano glinę. Ściany były otynkowane za pomocą gliny z dodatkiem drobno pociętej słomy.
Większość pomieszczeń cytadeli miała gliniany podkład pod podłogą. Podkład miał grubość 8–9 cm, na nim zostały ułożone cegły, a w niektórych pomieszczeniach na cegłę było położone drewno. Stropy budowano z drewna. W niektórych przypadkach ściany wzmacniano za pomocą łuków z cegieł. Dolna część pomieszczeń wewnętrznych składała się na przemian z bloków bazaltowych i tufowych, górna zaś z suszonej cegły. Ustalono, że ościeżnice były zrobione z grubych drewnianych belek. Drzwi były masywne, ich grubość wynosiła 12 cm. Dach składał się z drewnianych belek, nakrytych sitowiem.

### System wodociągowy
W Erebuni, jak i pozostałych miastach urartyjskich, istniał system, doprowadzający wodę. Pobierano ją ze źródeł Gór Garnijskich, położonych w odległości 7 km od cytadeli. Woda docierała za pośrednictwem podziemnej instalacji, składającej się z połączonych ze sobą za pomocą gliny okrągłych kamiennych rur. Zewnętrzna średnica rur wynosiła 40 cm, wewnętrzna – 10 cm. Instalacja była ukryta pod ziemią, co miało strategiczne znaczenie dla twierdzy w przypadku oblężenia. W mieście istniała także instalacja do odprowadzania ścieków. Na wielkim dziedzińcu twierdzy i perystylu zachowały się studnie, do których spływała deszczówka. Zaopatrzone były w system odprowadzający wodę. Prawdopodobnie wody z cytadeli nie używano w mieszkalnych dzielnicach miasta, ponieważ jej brakowało. Na terenie miasta odkryto kamienny zbiornik, filtrujący wodę z bardziej zanieczyszczonych źródeł.

### Świątynie
Świątynia boga Chaldiego w Erebuni była największą tego typu budowlą Urartu, częściowo zachowaną. Według znalezionych w 1958 roku inskrypcji wzniósł ją Argiszti I. Budynek składał się z czterech części: pokój pomocniczy o powierzchni 7,2×7,2 m, sala duża – 7,2×37,0 m, kwadratowa wieża z drabiną i dziedziniec w kształcie П. Architektonicznie budynek zbliżony był do formy charakterystycznej dla świątyń asyryjskich dzięki zbudowaniu go na planie wyciągniętego prostokąta. Podłoga w sali była wyłożona drewnianymi deseczkami, przypominającymi parkiet. Perystyl był kryty dachem, który podtrzymywało dwanaście kolumn. Pod posadzką, wyłożoną drobnym brukiem, istniał system ściekowy. Wieża ze schodami przypominała kształtem ziggurat. Świątynia była zorientowana po przekątnej w stosunku do kierunków świata. Ściany miały malowidła, najczęściej na niebieskim tle. W okresie Achemenidów połowa świątyni Chaldiego wykorzystywana była na potrzeby gospodarcze, drugą połowę przeznaczono na apadanę.
Świątynia Susi została zbudowana na planie prostokąta o wymiarach 10×13,45 m. Pomieszczenie wewnętrzne posiadało wymiary 5,02×8,08 m. Świątynia prawdopodobnie była przeznaczona dla małej liczby osób. Budynek był zorientowany po przekątnej w stosunku do kierunków świata. Fundament został ułożony z większych i staranniej od pozostałych budowli Erebuni wyciosanych kamieni. Sposób budowy świątyni był zbliżony do architektury północnych twierdz urartyjskich znad jeziora Wan. Wewnątrz świątyni mieścił się ołtarz ofiarny. Światło padało przez otwór na górze. Podczas składania ofiar przez ten otwór uchodził dym. Ściany wewnętrzne były ozdobione malowidłami. Przy wyjściu, po obu stronach drzwi, zachowały się inskrypcje Argisztiego I, traktujące o wzniesieniu świątyni. Prawdopodobnie prace budowlane były prowadzone przez ludność pochodzenia nieurartyjskiego, przesiedleńców z krainy Hatti lub z udziałem mieszkańców krainy Aza.

## Dziedzictwo Erebuni
Urartyjczycy opuścili Erebuni w VI wieku p.n.e. W V–IV stuleciach p.n.e. twierdza była zajęta przez Persów, przez których była wykorzystywana jeszcze w V–IV wieku p.n.e. jako jedno z głównych miast satrapii, po czym została całkowicie zapomniana. W okresie podbojów Aleksandra Macedońskiego na obszarze współczesnej Armenii istniał grecki ośrodek kulturowy na terenie współczesnego Eczmiadzynu – w odległości 20 km od urartyjskiego Erebuni. Wbrew poglądom niektórych historyków nie istnieje bezpośrednia ciągłość dziejowa, łącząca historię Erebuni z Erywaniem, o którym po raz pierwszy źródła pisane wzmiankują w 609 roku, choć prawdopodobnie miasto zostało założone trzy stulecia wcześniej. Z drugiej strony między nazwami Erebuni a Erywaniem możliwy jest związek etymologiczny. Dopatruje się także wpływów kultury urartyjskiej na armeńską za pośrednictwem perskiej.
Ruiny, odkryte w wyniku wykopalisk archeologicznych, prowadzonych w drugiej połowie XX wieku na wzgórzu Arin Berd, zostały zabezpieczone. Wiele obiektów, łącznie z wielkimi fragmentami fundamentów i murów świątynnych, zostało częściowo zrekonstruowanych. Elementy świątyni Chaldiego i pomieszczeń gospodarczych zostały odtworzone i udostępnione dla zwiedzających. Od 1968 roku działa Muzeum Erebuni, zlokalizowane w północno-zachodniej części stoku wzgórza Arin Berd. Wyeksponowano w nim znaleziska z Erebuni i sąsiedniego Tejszebaini. Zakonserwowane w latach siedemdziesiątych XX wieku wykopaliska zostały wznowione na początku XXI wieku .
Erebuni jest jedynym miastem Urartu, gdzie najlepiej zachowały się monumentalne malowidła ścienne. Pierwsze takie malowidła zostały odkryte w 1950 roku w świątyni Chaldiego. Ocalałe fragmenty przewieziono na przechowanie do muzeów armeńskich, m.in. do Historycznego Muzeum Armenii . Kopie i rekonstrukcje malowideł znajdują się także w kolekcji Muzeum Sztuk Pięknych im. Puszkina w Moskwie , z którym muzeum Erebuni ma nawiązaną współpracę w zakresie restauracji malowideł .